# Mineral Bluff
 (avril 2025).
Pour les articles homonymes, voir Bluff (homonymie).
Mineral Bluff est une census-designated place située dans le comté de Fannin, dans l’État de Géorgie, aux États-Unis. Lors du recensement de 2020, elle comptait 223 habitants.